# Río Saint John (bahía de Fundy)
El río Saint John/Saint-Jean (en inglés: Saint John River; en francés: Fleuve Saint-Jean; lit., 'río [de] San Juan') es un largo río del noreste de Estados Unidos y este de Canadá —durante un tramo, forma frontera entre estos dos países— que fluye en direcciones NE y SE a través de Maine (EE. UU.) y Nuevo Brunswick (Canadá) hasta desaguar en la bahía de Fundy (golfo de Maine, océano Atlántico). Con una longitud de 673 km es uno de los 20 primarios más largos de los Estados Unidos y drena una cuenca de 54 990 km², de los que poco más de la mitad pertenecen a Nuevo Brunswick.
En el tramo de costa atlántica entre el río San Lorenzo y el río Misisipi, el río Saint John/Saint-Jean es el segundo más largo de las vías navegables, siendo superado solamente por el río Susquehanna. La sección inferior del río Saint John/Saint-Jean, que se extiende desde Fredericton hasta la ciudad de Saint Jean, es apodada el «Rin de Norteamérica», en referencia a su popularidad para la navegación de recreo.
El tramo del río que discurre por Canadá, unos 400 km, fue declarado en 2008 integrante del Sistema de ríos del patrimonio canadiense.

## Geografía
El río Saint John nace en las montañas Hardwood, en el condado de Somerset, en la parte noroeste del estado de Maine y discurre inicialmente en dirección nordeste, atravesando el condado de Aroostook por su parte occidental. Cerca de Allagash (277 hab.), recibe, por la derecha, al primero de sus afluentes de importancia, el río Allagash que le aborda desde el sur (150 km de longitud). Todo el tramo del río que se encuentra en Maine es, esencialmente, una vía fluvial natural navegable. Aguas abajo de St. Francis (577 hab.), el río Saint John comienza a formar parte de la frontera internacional entre Maine (MA) y Nuevo Brunswick (NB). 
El río continúa su discurrir hacia el nordeste pasando frente a Fort Kent (MA, 4233 hab.) y luego entre Edmundston (NB, 1643 hab.) y Madawaska (MA, 4534 hab.). Vira al sureste y a continuación pasa entre las localidades de Van Buren (MA, 2631 hab.) y St. Leonard (NB, 1385 hab.). Cerca de Grand Falls (NB, 5650 hab.), el río entra enteramente en Canadá, en la provincia de Nuevo Brunswick y cambia de dirección, hacia el sur, discurriendo a través del fértil valle alto del río Saint John (Upper St. John River Valley), enmarcado por las crecientes colinas de los Apalaches en los condados de Victoria y Carleton. En Perth-Andover (NB, 1797 hab.), se le unen los ríos Aroostook (225 km) y Tobique (148 km). En Hartland (NB, 902 hab.), el río es cruzado por el puente cubierto más largo del mundo (ver imagen). 
Más al sur, en Woodstock (NB, 5113 hab.), el río deja el Valle Alto y se vuelve en dirección este, dejando atrás la región fronteriza. En Nackawic (NB, 1042 hab.), recibe al arroyo homónimo de Nackawic. Después de pasar la presa Mactaquac (1968) el río continúa hacia el este hasta llegar a Fredericton (NB, 50 535 hab.), la capital de Nuevo Brunswick, donde comienza el tramo navegable. A continuación pasa por la ciudad militar de Oromocto (NB, 8843 hab.) y vira al sur, para recibir, por la izquierda, al corto río Jemseg (5 km), que drena el mayor lago de Nuevo Brunswick, el Gran Lago. En este tramo el valle se vuelve más amplio y profundo, y el río serpentea describiendo amplios meandros que dejan muchas islas bajas, utilizadas para pastos durante los períodos secos en el verano y el otoño.
Al sur de Jemseg, el río Saint John/Saint-Jean se encuentra rodeado por las colinas bajas de la sierra St. Croix. Se le unen varios valles laterales, el del fiordo de Belleisle Bay, y los de los río Nerepis (40 km) y Kennebecasis (97 km). Finalmente, el río Saint John desagua en la bahía de Fundy. La ciudad industrial de Saint John (NB, 68 043 hab.) está situada en la desembocadura del río. Cerca de la boca del río, se produce un fenómeno único en el mundo, el de Reversing Falls [cataratas Invertidas], causada por la alta marea de la bahía de Fundy. Estas mareas son las más altas del mundo y hacen que el río invierta su flujo dos veces al día por un estrecho desfiladero en el centro de la ciudad.

## Historia
La tribu algonquina de los Maliseet, cuyas tierras y cultura han estado, y todavía están, centradas en el río Saint John, históricamente llaman al río «Wolastoq», que significa «río bueno y bello». 
En 1604, las partes del curso bajo del río fueron explorados por los franceses Samuel de Champlain (c. 1575-1635) y Sieur de Monts (c. 1558-1628). Champlain dio al río el nombre por San Juan Bautista, porque llegó a la boca del río en su festividad, el 24 de junio. El valle del río era una parte importante de la colonia francesa de Acadia. Los acadienses se establecieron a lo largo del curso bajo del río durante los siglos XVII y XVIII, en lugares como Fort la Tour (Saint Jean) y Fort Sainte-Anne (Fredericton).
La zona cayó bajo el control de los ingleses durante la guerra de los Siete Años, después de la captura inglesa de Fort Sainte-Anne en 1759. En 1784, muchos refugiados leales de la Guerra de Independencia se establecieron en Saint Jean, Fredericton, y en otros asentamientos a lo largo del río, como Woodstock y Queensbury. La llegada de los leales a la Corona precipitó la creación de la nueva colonia inglesa de Nuevo Brunswick y Fredericton fue nombrada como capital. Los asentamientos ingleses en el valle alto no se producirían hasta la primera mitad siglo XIX. Una comunidad danesa (Nueva Dinamarca) se estableció a finales de la década de 1800. 
En 1785, los acadienses que regresaban de la deportación se asentaron en el Alto valle del río Saint-Jean, cerca de lo que ahora es Edmundston. Poco más tarde, a mediados del siglo XIX, los quebequenses francófonos también colonizaron la región de Madawaska, viajando hacia el Sur a lo largo de las rutas tradicionales de portage desde el valle del río San Lorenzo y uniéndose a los acadienses que ya estaban asentados en la zona. El tramo del río de Madawaska sigue siendo en gran medida francófono a día de hoy. 
El río fue una importante ruta comercial para los franceses, ingleses y los comerciantes de las Primeras Naciones (First Nations) durante los siglos XVII y XVIII. El enorme caudal del río, y de sus afluentes, durante el deshielo en la primavera, ayudó al desarrollo de la industria de la madera en el Oeste de Nuevo Brunswick, y, el río, se convirtió en un medio de transporte para los troncos que se llevaban a las fábricas de pasta del sur. Ese deshielo primaveral puede resultar desastroso, con frecuentes inundaciones a lo largo del río. 
Con el desarrollo de los recursos agrícolas y madereros, el curso alto del río, en 1820 y 1830, se convirtió cada vez más importante económicamente. Tanto ciudadanos estadounidenses como británicos se asentaron en la zona y, dado que la frontera internacional en esta región estaba poco definida, el conflicto entre la colonia británica de Nuevo Brunswick y el estado de Maine, inevitablemente, estalló. La guerra de Aroostook (1838-39) se desarrolló cuando las respectivas tropas fueron movilizadas, pero, afortunadamente, el conflicto fue incruento. La frontera se definió en última instancia por el Tratado Webster-Ashburton (1842). 
En el siglo XIX el río Saint John fue de gran importancia en el desarrollo del Oeste de Nuevo Brunswick, ya que sirvió como principal arteria de transporte de la región, en particular antes de la era del transporte ferroviario, cuando los vapores de ruedas surcaban sus aguas. 
Durante los años 1950 y 1960, el río se convirtió en una fuente importante de energía hidroeléctrica, con la apertura en 1955 de la presa Beechwood y, en 1968, de la presa Mactaquac, que crearon largos embalses. Estos grandes proyectos fueron la continuación de la construcción, en 1925, de una pequeña presa en Grand Falls, donde el río desciende una empinada catarata. Como consecuencia de la construcción de las dos grandes presas ha disminuido la migración del salmón del Atlántico y han quedado anegadas importantes tierras de cultivo. 
En los últimos años, el río ha experimentado un aumento de la navegación de recreo y el ecoturismo. La rica tierra del Alto Valle del río Saint John, en los condados de Victoria y Carleton, así como en el condado americano de Aroostook (Maine), es también un importante área para el cultivo de la patata.